# اناگی
اناگی (به پرتغالی: Anagé) یک سکونتگاه مسکونی در برزیل است که در باهیا واقع شده‌است.